# Světová poštovní unie

Vlajka Světové poštovní unie

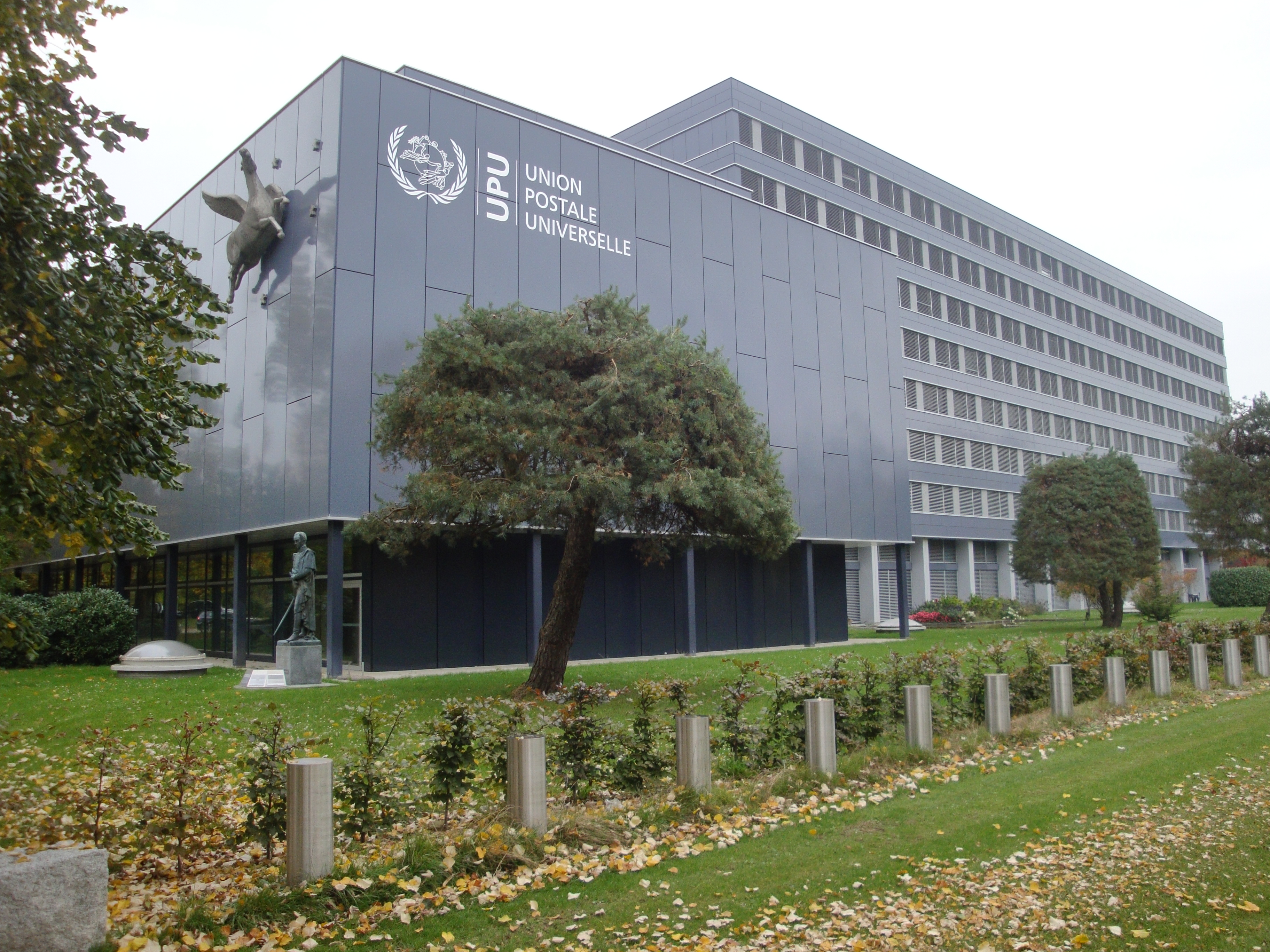
Budova Světové poštovní unie v Bernu, 2015

Světová poštovní unie (francouzsky Union postale universelle, anglicky Universal Postal Union, zkráceně v obou těchto jazycích UPU) byla založena 9. října 1874 v Bernu ve Švýcarsku původně jako tzv. Generální poštovní unie. Jejím hlavním cílem bylo a stále je zabezpečit rozvoj mezinárodního poštovního spojení a sjednocovat podmínky pro mezinárodní poštovní přepravu. Základními smluvními dokumenty UPU jsou Akta obsahující pravidla pro mezinárodní poštovní služby.

## Historie
9. října 1874 podepsali představitelé 22 poštovních správ (včetně Rakousko–Uherska) v Bernu tzv. Bernskou smlouvu, která se stala základem pro Generální poštovní unii. Svůj současný název získala UPU v roce 1878 na kongresu v Paříži. Dne 1. července 1948 se UPU stala jednou ze specializovaných agentur OSN
Z hlediska historie českého poštovnictví jsou významná data:
- Rakousko-Uhersko se členem UPU stalo 1. července 1875 (vstoupila v účinnost Smlouva o založení Všeobecné poštovní unie z 9. října 1874[1])
- Československo se členem UPU stalo 18. května 1920
- Česká republika se členem UPU stala 18. března 1993

## Sídlo
Adresa UPU: Weltpoststrasse 4, Case Postale 3000, Bern 15, Švýcarsko

## Poslání a cíle UPU
- zajištění volného toku poštovních zásilek na jednotném poštovním území tvořeném propojenými sítěmi;
- podpora přijímání přiměřených společných norem a používání technologie;
- zajištění spolupráce a vzájemné součinnosti mezi zainteresovanými stranami;
- pomoc efektivní technické spolupráci;
- péče o uspokojování měnících se potřeb zákazníků.

Cílem UPU je dále zajišťovat organizaci a zdokonalování poštovních služeb a podporovat v tomto oboru rozvoj mezinárodní spolupráce.

## Organizační struktura

### Orgány UPU
Nejvyšším orgánem UPU je Světový poštovní kongres, který se schází minimálně jednou za čtyři roky a provádí změny Akt UPU.
V období mezi kongresy řídí UPU Administrativní rada složená z 41 členských zemí, Rady poštovního provozu a Poradního výboru.
Sekretariát UPU se nazývá Mezinárodní úřad. V jeho čele stojí volený generální ředitel. Od roku 2012 to je Bishar Abdirahman Hussein, který byl v říjnu 2016 znovuzvolen 26. Světovým poštovním kongresem na období dalších čtyř let.

### Jazyky
Oficiálním jazykem UPU je francouzština, angličtina se stala pracovním jazykem v roce 1994 a v současné době v pracovních jednáních převažuje. Většina dokumentů je publikována v oficiálních jazycích OSN, kterými jsou s angličtinou a francouzštinou dále arabština, čínština, ruština, španělština a portugalština. Významná jednání, jako jsou jednání Kongresů UPU, jsou simultánně tlumočena do těchto jazyků.

### Světové poštovní kongresy
- 1. Světový poštovní kongres: 1874, Bern
- 2. Světový poštovní kongres: 1878, Paříž
- 3. Světový poštovní kongres: 1885, Lisabon
- 4. Světový poštovní kongres: 1891, Vídeň
- 5. Světový poštovní kongres: 1897, Washington D.C.
- 6. Světový poštovní kongres: 1906, Řím
- 7. Světový poštovní kongres: 1920, Madrid
- 8. Světový poštovní kongres: 1924, Stockholm
- 9. Světový poštovní kongres: 1929, Londýn
- 10. Světový poštovní kongres: 1934, Káhira
- 11. Světový poštovní kongres: 1939, Buenos Aires
- 12. Světový poštovní kongres: 1947, Paříž
- 13. Světový poštovní kongres: 1952, Brusel
- 14. Světový poštovní kongres: 1957, Ottawa
- 15. Světový poštovní kongres: 1964, Vídeň
- 16. Světový poštovní kongres: 1969, Tokio
- 17. Světový poštovní kongres: 1974, Lausanne
- 18. Světový poštovní kongres: 1979, Rio de Janeiro
- 19. Světový poštovní kongres: 1984, Hamburg
- 20. Světový poštovní kongres: 1989, Washington D.C.
- 21. Světový poštovní kongres: 1994, Soul
- 22. Světový poštovní kongres: 1999, Peking
- 23. Světový poštovní kongres: 2004, Bukurešť
- 24. Světový poštovní kongres: 2008, Ženeva
- 25. Světový poštovní kongres: 2012, Dauhá
- 26. Světový poštovní kongres: 20. září - 7. října 2016, Istanbul[6]
- 27. Světový poštovní kongres: 9. – 27. srpna 2021 Abidjan[pozn. 1]

### Mimořádné světové poštovní kongresy
1. mimořádný Kongres: 1900, Bern
2. mimořádný Kongres: 3. – 7. září 2018, Addis Abeba
3. mimořádný Kongres: 24. – 25. září 2019, Ženeva

## Současnost
UPU v současné době sdružuje 192 členských zemí. Do její působnosti patří více než 5 milionů pracovníků na více než 660 tisících poštovních provozovnách. Poslední z Kongresů UPU se uskutečnil v roce 2016 v Istanbulu. Mimořádné Kongresy se v novější době konaly v září 2018 v Addis Abebě a v září 2019 v Ženevě.

### Vystoupení USA ze Světové poštovní unie
V říjnu 2018 oznámily USA, že s roční výpovědní lhůtou vystupují ze Světové poštovní unie. Důvodem mají být pro USA finančně nevýhodné podmínky, zejména při poštovní výměně s Čínou. Současně USA prohlásily, že k vystoupení nedojde, pokud bude nalezeno řešení mezinárodního remuneračního systému. Za tím účelem byl na září 2019 svolán 3. mimořádný kongres Světové poštovní unie, kde došlo k jednomyslné dohodě a USA členem UPU zůstávají.

## Zajímavosti
Pro centrálu společnosti v Bernu vydává švýcarská poštovní správa od roku 1957 zvláštní emise poštovních známek ve švýcarské měně. Jsou opatřeny nápisem UNION POSTALE UNIVERSELLE a nadtitulkem HELVETIA.